# Marc Pfitzner
Marc Pfitzner (* 28. August 1984 in Braunschweig) ist ein ehemaliger deutscher Fußballspieler und heutiger Trainer.

## Karriere als Spieler
Pfitzner begann fünfjährig beim SC Victoria Braunschweig mit dem Fußballspielen und gelangte über den Türkischen SV Braunschweig in die Jugendabteilung von Eintracht Braunschweig. Der C-Jugend entwachsen, sollte der Wechsel in die Altersklasse der B2-Junioren anstelle der B1-Junioren erfolgen. Darüber verärgert, wechselte er zum Braunschweiger Stadtteilverein und Kreisligisten TSV Timmerlah, bei dem er den Sprung in den Seniorenbereich schaffte. Über den niedersächsischen Landesligisten SV Broitzem und der in der  Niedersachsenliga spielenden FT Braunschweig wechselte er 2005 in die zweite Mannschaft von Eintracht Braunschweig, in der er an den Profifußball herangeführt wurde.
Sein erstes Profispiel absolvierte Pfitzner unter Trainer Benno Möhlmann am 20. Oktober 2007 (14. Spieltag) beim 1:1-Unentschieden im Heim- und Punktspiel der Regionalliga Nord gegen den 1. FC Magdeburg mit Einwechslung für Christian Lenze in der 82. Minute. Seit dieser Saison gehörte Pfitzner zum Kader der ersten Mannschaft von Eintracht Braunschweig, mit der er bis zur Saison 2010/11 in der 3. Liga spielte und am Saisonende als Meister den Aufstieg in die 2. Bundesliga erreichte. Nach zwei Spielzeiten, in denen er 48 Zweitligaspiele bestritt und vier Tore erzielte, stieg er mit der Mannschaft in der Saison 2012/13 in die Bundesliga auf.
In der höchsten deutschen Spielklasse debütierte er mit 29 Jahren am 29. September 2013 (7. Spieltag) bei der 0:4-Niederlage im Heimspiel gegen den VfB Stuttgart mit Einwechslung für Kevin Kratz in der 79. Minute. Damit gelang ihm der bisher einmalige „Durchmarsch“ von der Kreis- bis in die Bundesliga. Nach drei Kurzeinsätzen über insgesamt 18 Minuten gab er am 21. Dezember 2013 (17. Spieltag) beim 1:0-Sieg im Heimspiel gegen die TSG 1899 Hoffenheim sein Startelfdebüt. Zum Saisonende – nach 15 Bundesligaspielen – wurde die Laufzeit seines Vertrages bis 2016 verlängert.
Zur Saison 2016/17 wurde er von Werder Bremen verpflichtet, um die zweite Mannschaft in der 3. Liga zu verstärken.
Zur Saison 2018/19 kehrte er nach dem Abstieg der Bremer zu Eintracht Braunschweig zurück, um die zweite Mannschaft in der Oberliga Niedersachsen mit seiner Erfahrung zu unterstützen. Im Dezember 2018 rückte er wieder in den Kader der ersten Mannschaft auf, die sich im Abstiegskampf der 3. Liga befand und hielt mit ihr als Tabellensechzehnter die Klasse. Im Anschluss an die Saison verlängerte er seinen auslaufenden Vertrag um ein Jahr. In der Spielzeit 2019/20 gelang ihm mit Braunschweig der Wiederaufstieg in die 2. Bundesliga. Anschließend beendete er seine Karriere.

## Karriere als Trainer
Nach seinem Karriereende blieb Pfitzner Eintracht Braunschweig im Nachwuchsleistungszentrum erhalten. Mitte September 2020 wurde er Co-Trainer und Videoanalyst von Uwe Grauer bei den A-Junioren (U19), die in der zweitklassigen A-Junioren-Regionalliga Nord spielten. Zur Saison 2021/22 wurde er Cheftrainer der Mannschaft. Zudem wurde er bei der Profimannschaft, die wieder in die 3. Liga abgestiegen war, neben Matthias Lust zweiter Co-Trainer des neuen Cheftrainers Michael Schiele. Am Saisonende schaffte das Trainerteam den direkten Wiederaufstieg in die 2. Bundesliga. In der Saison 2022/23 führte Pfitzner die U19 auf den 2. Platz und in den folgenden Relegationsspielen gegen den Halleschen FC zum Aufstieg in die A-Junioren-Bundesliga Nord/Nordost. Derweil erreichten die Profis den Klassenerhalt, was dennoch zur Trennung von Schiele und Lust in der Sommerpause führte.
Zur Saison 2023/24 wurde Pfitzner Cheftrainer der zweiten Mannschaft in der sechstklassigen Landesliga Braunschweig. Zudem blieb er Co-Trainer bei den Profis, die fortan von Jens Härtel trainiert wurden, der zusätzlich seinen langjährigen Co-Trainer Ronny Thielemann mitbrachte. Diese wurden bereits Ende Oktober 2023 wieder freigestellt, da man nach dem 10. Spieltag mit 5 Punkten auf dem letzten Platz stand. Daraufhin übernahm Pfitzner die Mannschaft interimsweise. Unter ihm verlor man mit 1:4 gegen Fortuna Düsseldorf und 0:2 im Niedersachsenderby gegen Hannover 96. Anschließend wurde Daniel Scherning neuer Cheftrainer, dem Pfitzner gemeinsam mit dem ebenfalls neu eingestellten Co-Trainer Andreas Zimmermann assistiert. Nachdem Scherning im Mai 2025 nach dem letzten Spieltag der Saison 2024/25 freigestellt worden war, übernahm Pfitzner die Mannschaft erneut interimsweise für die Abstiegsrelegationsspiele gegen den 1. FC Saarbrücken. Nach einem 2:0-Auswärtssieg im Hinspiel, geriet man im Rückspiel mit 0:2 in Rückstand. In der Verlängerung schaffte die Eintracht den 2:2-Ausgleich und sicherte somit in der Addition mit 4:2 den Klassenerhalt.

## Erfolge

### Als Spieler
- Aufstieg in die Bundesliga: 2013
- Aufstieg in die 2. Bundesliga: 2011 (als Meister), 2020

### Als Cheftrainer
- Aufstieg in die A-Junioren-Bundesliga Nord/Nordost: 2023